# Robert Ellmer
Robert Ellmer (* 1959 in Sankt Johann im Pongau, Salzburg) ist ein österreichischer Schriftsteller. 

## Leben
Ellmer unternahm nach Abschluss seiner Schulzeit eine ausgedehnte Reise; nach eigener Aussage eine Art moderne Grand Tour. Ab 1981 arbeitet er als Sachbearbeiter bei einer Versicherungsgesellschaft. Neben seinen dienstlichen Veröffentlichungen entstanden mit der Zeit auch einige Kriminalromane und Sachbücher. 
Derzeit (2011) lebt Ellmer in Elixhausen im Salzburger Land. 

## Werke (Auswahl)
Belletristik
- Atzelmann. Krimi. Hernals Verlag, Wien 2010, ISBN 978-3-902744-16-6.
- Fastnacht. Ein Bodenseekrimi. Hernals Verlag, Wien 2010, ISBN 978-3-902744-06-7.
- Martini. Ein Salzburger Krimi. Hernals Verlag, Wien 2009, ISBN 978-3-9502577-7-9.

Sachbücher
- Lust auf Qigong. Harmonie für Körper, Seele und Geist. Edition Va Bene, Wien 2002, ISBN 3-85167-135-X.
- Salzburger Leitbild für Chancengleichheit von Frauen und Männern. Grundlagenpapier. TEP, Salzburg 2010 (zusammen mit Birgit Buchinger und Andrea Satrich).